# Galmae-dong
Galmae-dong (koreanska: 갈매동) är en stadsdel i staden Guri i provinsen Gyeonggi i den norra delen av Sydkorea, 15 km nordost om huvudstaden Seoul.